# Troféu Ramón de Carranza de 1980
O Troféu Ramón de Carranza de 1980 foi a vigésima sexta edição do torneio realizado anualmente pelo Cádiz na cidade de Cádis (Espanha). Nesta edição o Flamengo ficou com o troféu.

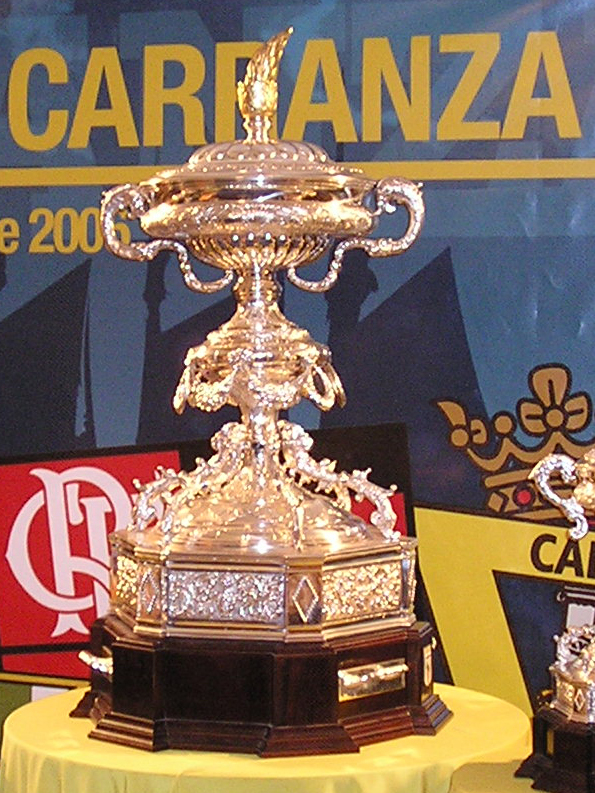
CR Flamengo Bicampeão do torneio Ramon de Carranza

## Participantes
| Cádiz          | Anfitrião                               |
| Flamengo       | Campeão do Ramóm de Carranza 1979       |
| Dinamo Tbilisi | Campeão da Copa da União Soviética 1979 |
| Betis          |                                         |

## Esquema
|  | Semifinais | Semifinais     | Semifinais |  |  | Final    | Final          | Final    |
|  |            |                |            |  |  |          |                |          |
|  |            | Flamengo       | 2 (4)      |  |  |          |                |          |
|  |            | Dinamo Tbilisi | 2 (3)      |  |  |          |                |          |
|  |            |                |            |  |  |          | Flamengo       | 2        |
|  |            |                |            |  |  |          | Betis          | 1        |
|  |            | Cádiz          | 1 (2)      |  |  |          |                |          |
|  |            | Betis          | 1 (3)      |  |  | 3º lugar | 3º lugar       | 3º lugar |
|  |            |                |            |  |  |          | Dinamo Tbilisi | 1 (4)    |
|  |            |                |            |  |  |          | Cádiz          | 1 (3)    |

## Jogos
Semifinais
| 30 de agosto | Flamengo                     | 2 – 2 | Dinamo Tbilisi                  |  |
|              | Adílio 20' · Júlio César 82' |       | 18' Kenglia · 88' Kakicachivili |  |

|  |       | Penalidades |
|  | 4 – 3 |             |

| 30 de agosto | Betis     | 1 – 1 | Cádiz      |  |
|              | Morán 28' |       | Mejías 11' |  |

|  |       | Penalidades |
|  | 3 – 2 |             |

Decisão do 3° lugar
| 31 de agosto | Dinamo Tbilisi  | 1 – 1 | Cádiz    |  |
|              | Tschelebadze 8' |       | Mané 38' |  |

|  |       | Penalidades |
|  | 4 – 3 |             |

Final
| 31 de agosto | Flamengo       | 2 – 1 | Betis     |  |
|              | Zico 49' e 83' |       | Morán 80' |  |

## Premiação
| Troféu Ramóm de Carranza 1980  |
| Brasil                         |
| ------------------------------ |
| FLAMENGO Bicampeão (2º título) |